# Сборная страны по футболу
Сборная страны по футболу — это футбольная команда, которая представляет страну на различных международных соревнованиях и в товарищеских матчах. Каждая страна имеет свою сборную, которая контролируется соответствующей футбольной федерацией (в некоторых случаях — ассоциацией). Если национальная федерация является членом ФИФА, то и сборная входит в международную федерацию и имеет право участвовать на Чемпионатах мира и подавать заявки на их проведение. Также каждая сборная — член ФИФА имеет своё место в Мировом рейтинге, основанном на качестве выступления команд на международной арене.
Первый официальный международный футбольный матч был проведён в 1872 году между сборными Шотландии и Англии на стадионе Гамильтон Кресент в Глазго. Результат матча — нулевая ничья.